# Brachyrhaphis roseni
Brachyrhaphis roseni är en fiskart som beskrevs av Bussing, 1988. Brachyrhaphis roseni ingår i släktet Brachyrhaphis och familjen Poeciliidae. Inga underarter finns listade.